# برج شیاطین
یادبود ملی برج شیاطین (به انگلیسی: Devils Tower National Monument) یک پارک ملی در ایالت وایومینگ آمریکا است. مساحت این پارک ۶ کیلومتر مربع است. این برج طبیعی در فیلم برخورد نزدیک از نوع سوم ساخته استیون اسپیلبرگ دیده شده‌است. قلهٔ این کوه در نزد قبیله لاکوتا دارای قداست خاصی است، و هر ساله در هنگام تحویل تابستان مراسم ویژه‌ای در آن برگزار می‌کنند.
«برج شیاطین» نامی است که سفید پوستان بر روی این کوه گذاشته‌اند. در نزد لاکوتا نام این برج ماتو تیپیلا به معنای «کلبهٔ خرس» است.
بر سر مالکیت و نحوه استفاده از این مکان بین سرخ‌پوستان و سفیدپوستان محلی کماکان اختلاف و نزاع در محافل قانونی ادامه دارد.
برج شیاطین اولین بنای اعلام شده توسط ایالات متحده آمریکا در جهت ثبت به عنوان یک بنای یادبود ملی می‌باشد که در تاریخ ۲۴ سپتامبر ۱۹۰۶ توسط رئیس‌جمهور تئودور روزولت صورت گرفت. مرز این بنا محوطه‌ای به مساحت ۱۳۴۷ جریب (۵۴۵ هکتار) می‌باشد. در سال‌های اخیر از مجموع ۴۰۰۰۰۰ بازدیدکننده سالانه در حدود ۱٪ از آن‌ها اقدام به سنگ‌نوردی سنتی در جهت صعود به برج نموده‌اند.

## وجه تسمیه
نام برج شیطان در سال ۱۸۷۵ و در جریان لشکرکشی به سرکردگی ریچارد ایروینگ داج به وجود آمد، زمانی که گفته می‌شد مترجم او یک نام بومی را به اشتباه به معنای «برج خدای بد» تفسیر کرده‌است. تمام علائم اطلاعاتی در آن منطقه از نام «برج شیاطین» استفاده می‌کنند. نام‌های بومی آمریکایی عبارتند از «خانه خرس» یا «لوژ خرس». در سال ۲۰۰۵، پیشنهادی برای شناخت روابط متعدد بومیان آمریکا به عنوان Bear Lodge National Historical Monument با مخالفت نماینده ایالات متحده باربارا کوبین روبرو شد، با این استدلال که «تغییر نام به تجارت جهانگردی آسیب می‌رساند و مشکلات اقتصادی را برای جوامع منطقه به ارمغان می‌آورد». در نوامبر ۲۰۱۴، Arvol Looking Horse پیشنهاد تغییر نام این منطقه به «لوژ خرس» را داد و درخواست را به هیئت مدیره نام‌های جغرافیایی ایالات متحده ارائه داد. پیشنهاد دوم برای درخواست این که ایالات متحده تصویب کند آنچه «اشتباه» را در حفظ نام فعلی توصیف می‌کند و تغییر نام این بنای تاریخی و مکان مقدس Bear Lodge National Historic Monument. دوره رسمی اظهارنظر عمومی در پاییز ۲۰۱۵ پایان یافت. سناتور ایالتی محلی، اوگدن دریسکیل با این تغییر مخالفت کرد. لذا نام تغییر نکرده‌است.

## نگارخانه

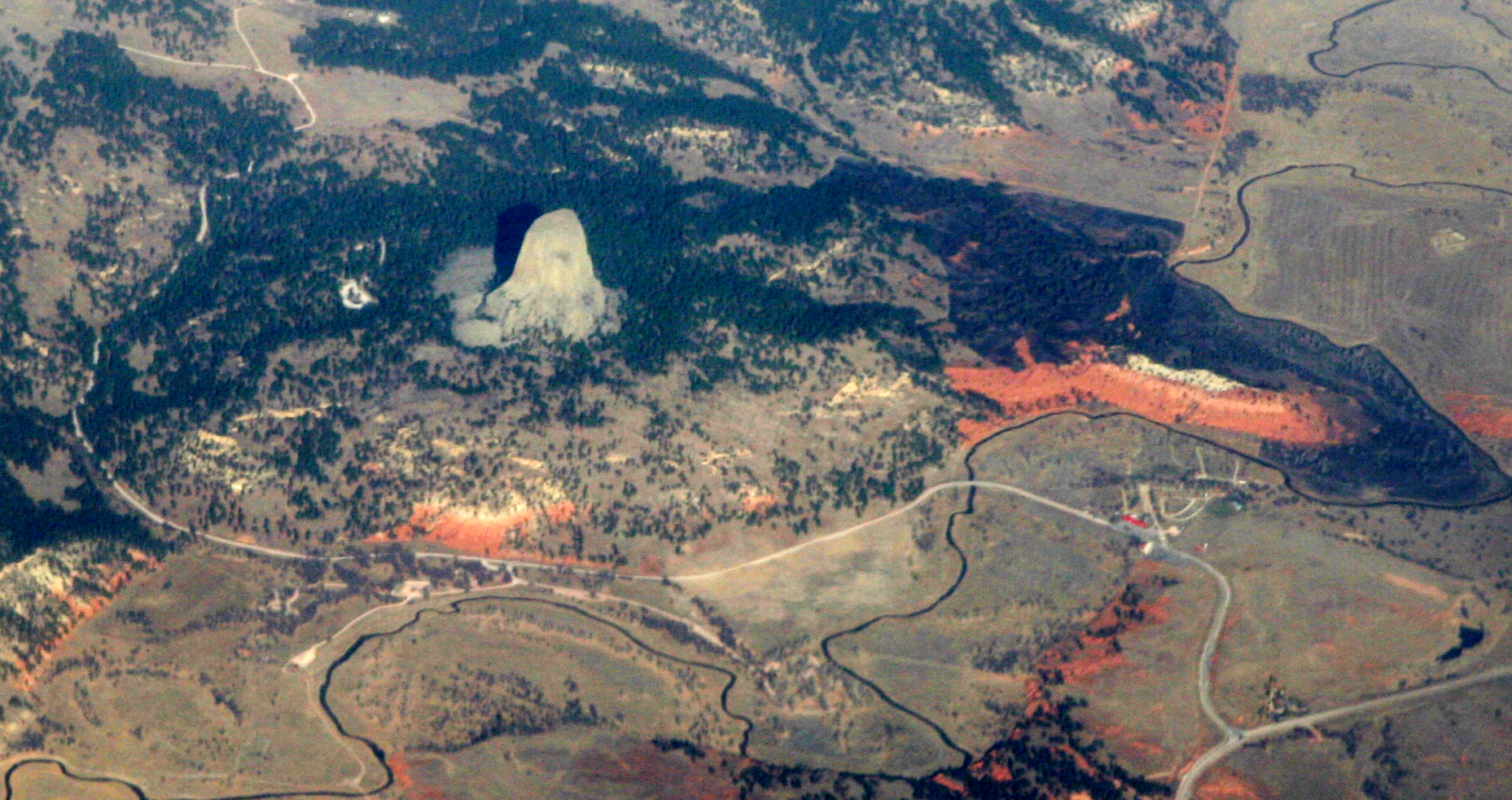
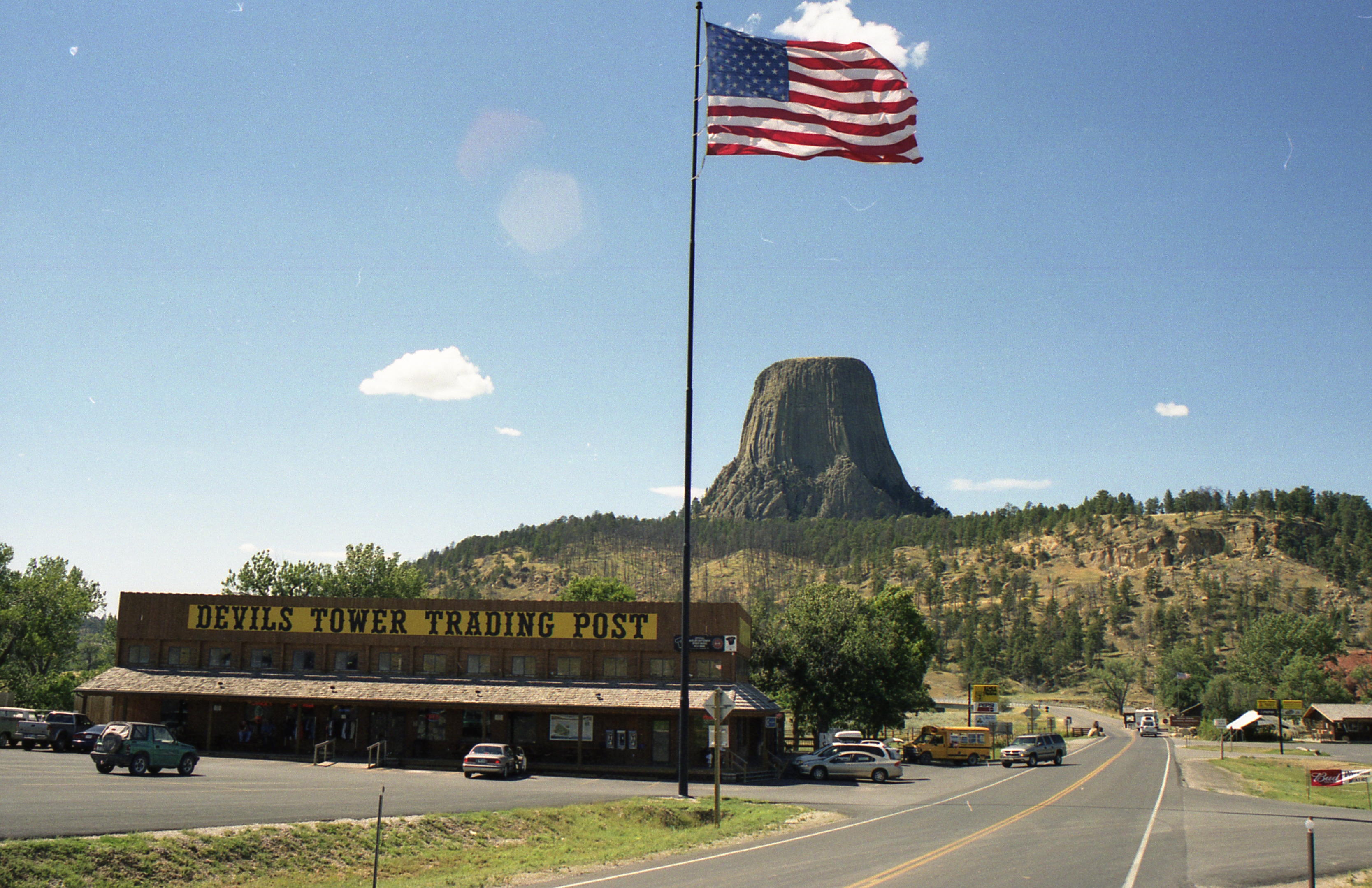
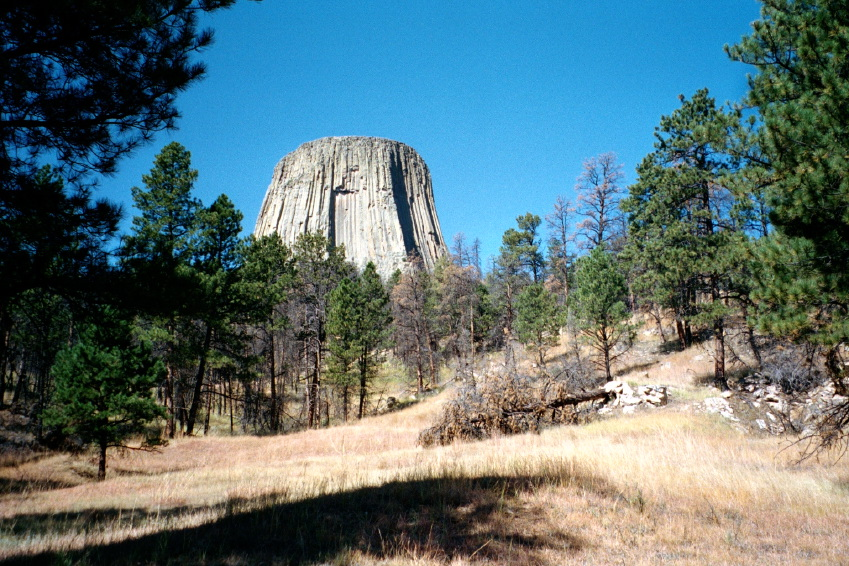